# BMW E84
| Sterne im Euro-NCAP-Crashtest |

Der BMW X1 (interne Bezeichnung: E84) ist ein Kompakt-SUV von BMW, der von 2009 bis 2015 im BMW-Werk Leipzig gebaut wurde. Das Nachfolgemodell stellt die im September 2015 präsentierte Baureihe F48 dar.

## Modellgeschichte

### Allgemeines
Die Markteinführung in Europa fand am 24. Oktober 2009 nach der Messepremiere auf der IAA 2009 statt. Technisch stammt der X1 vom 1er und 3er ab.
Seit 2012 produziert BMW, zusammen mit seinem chinesischen Joint-Venture-Partner Brilliance, den X1 für den chinesischen Markt im neu erbauten Werk in Shenyang/Tiexi. Ab Herbst 2014 fand eine Produktion im neuen BMW-Werk Araquari in Brasilien statt.
Über 730.000 Fahrzeuge des X1 wurden verkauft.
Zwischen 2014 und 2016 wurde der auf dem X1 basierende, elektrisch angetriebene 1E der chinesischen Marke Zinoro in China verkauft.

### Ausstattung
- Panorama-Glasdach (Sonderausstattung)
- Bi-Xenon-Doppelscheinwerfer mit Tagfahrlicht sowie adaptives Kurvenlicht mit variabler Lichtverteilung und Abbiegelicht sind auf Wunsch erhältlich.
- Performance Control (Drehmomentverteilung an den Hinterrädern)
- Rückfahrkamera (Sonderausstattung)
- Die Neigung der Fondsitzlehne kann um bis zu 31 Grad verstellt werden. Befindet sich die Lehne in senkrechter Stellung, wächst das Gepäckraumvolumen von 420 auf 490 Liter an. Wird die im Verhältnis 40 : 20 : 40 geteilte Fondsitzlehne komplett umgeklappt, vergrößert sich das Gepäckraumvolumen auf 1350 Liter.[9]
- Efficient-Dynamics-Maßnahmen (Auto-Start-Stopp-Funktion, Bremsenergierückgewinnung und Schaltpunktanzeige)

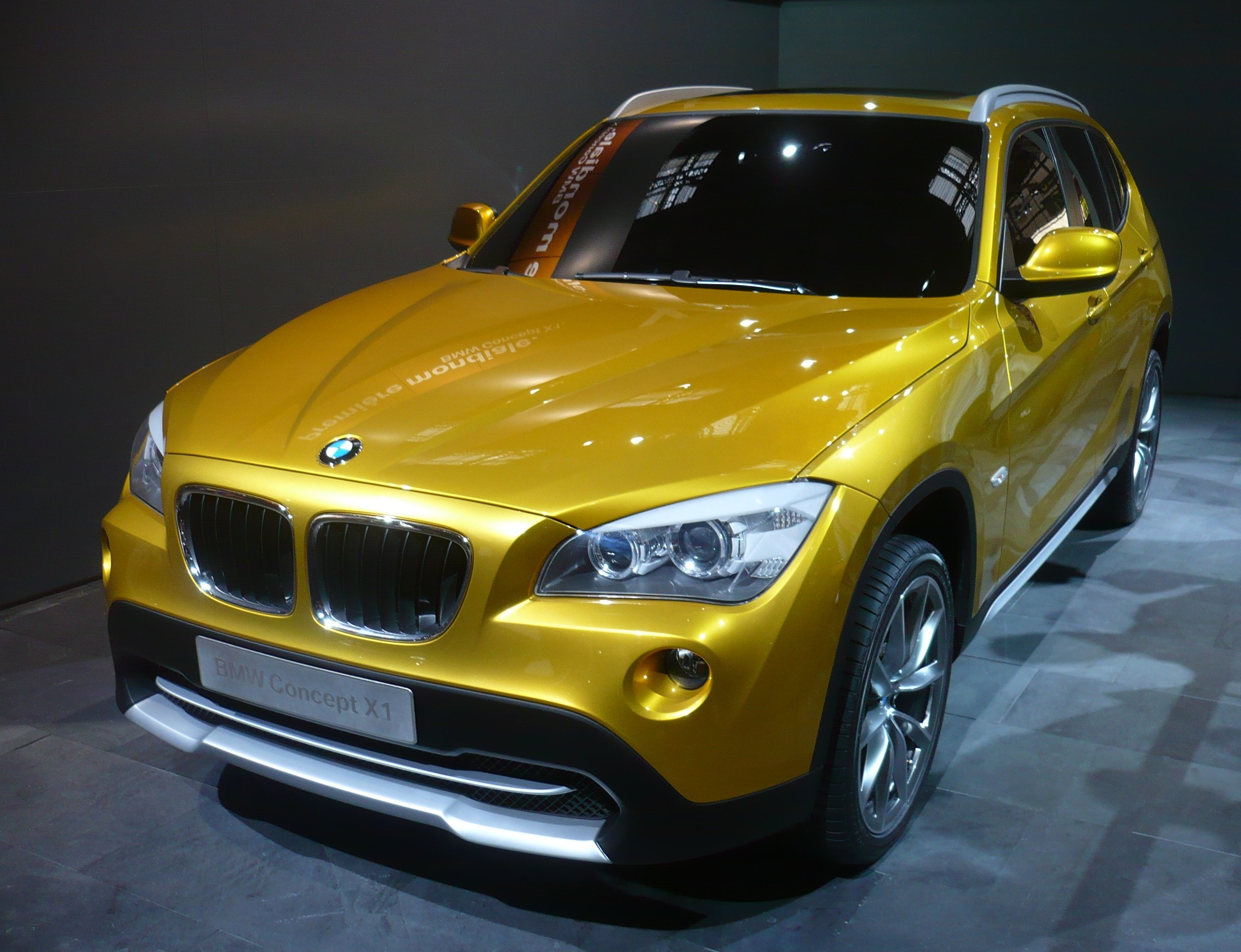
BMW Concept X1 Mondial de l’Automobile 2008
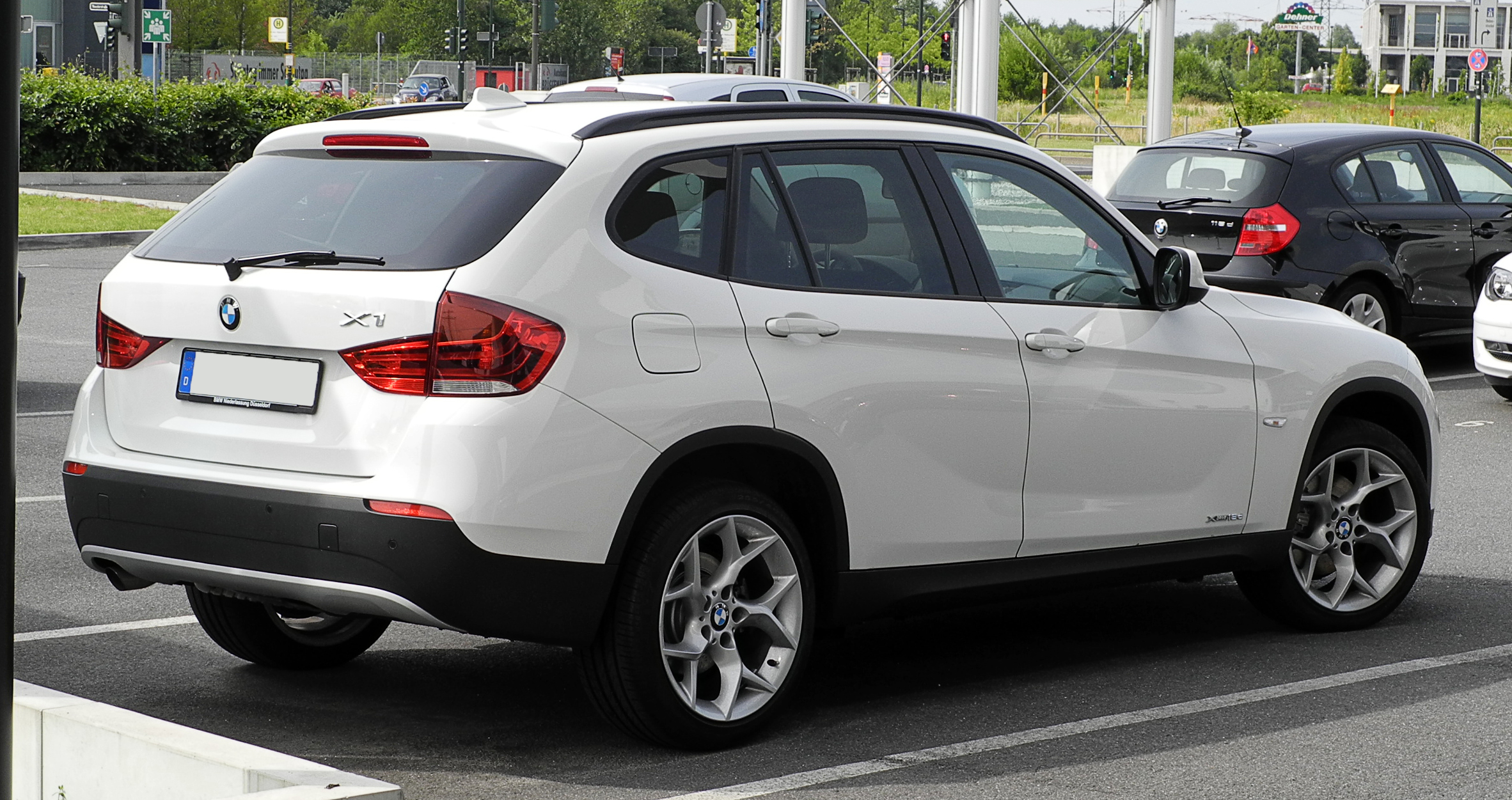
Heckansicht
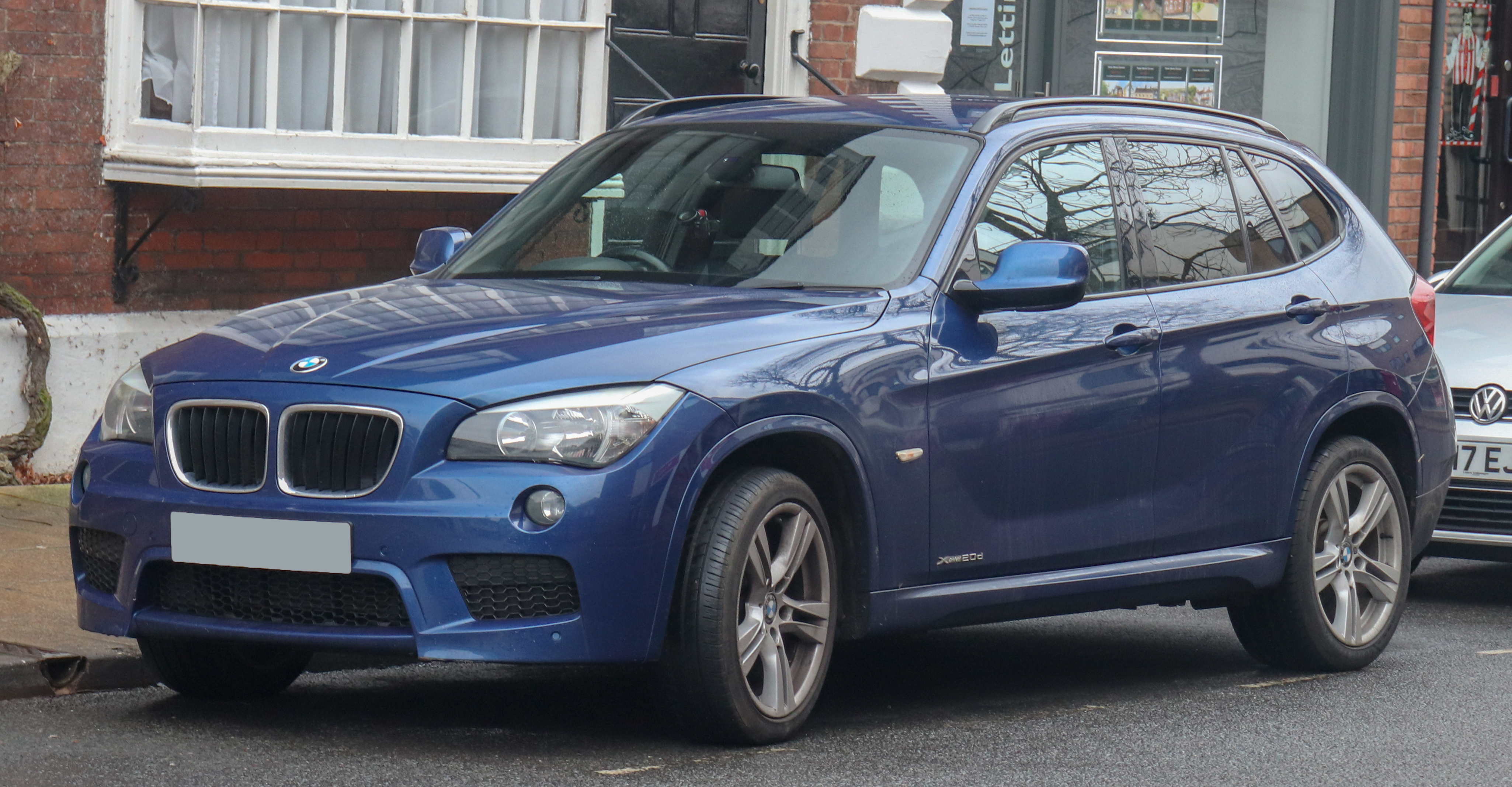
2011 BMW X1 xDrive20d M Sport
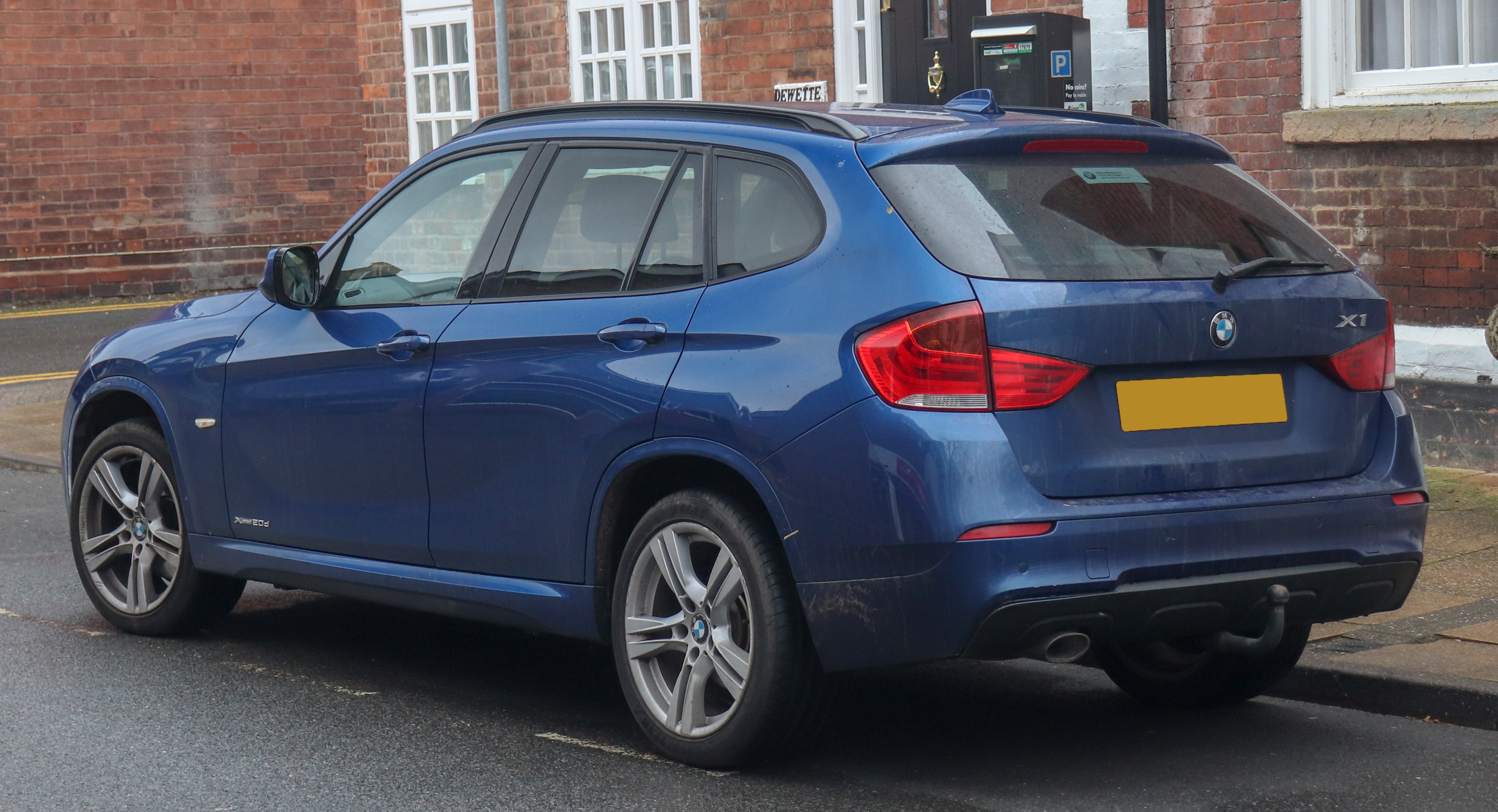
2011 BMW X1 xDrive20d M Sport

### Modellpflege
Im Juli 2012 wurde der X1 überarbeitet. Er erhielt im Zuge dieser Modellpflege erweiterte Motorisierungs- und Ausstattungsoptionen, technische Optimierungen im Bereich des Antriebsstrangs sowie leichte Änderungen außen und innen. Eine weitere kleine Modellpflege erfolgte im Frühjahr 2014.

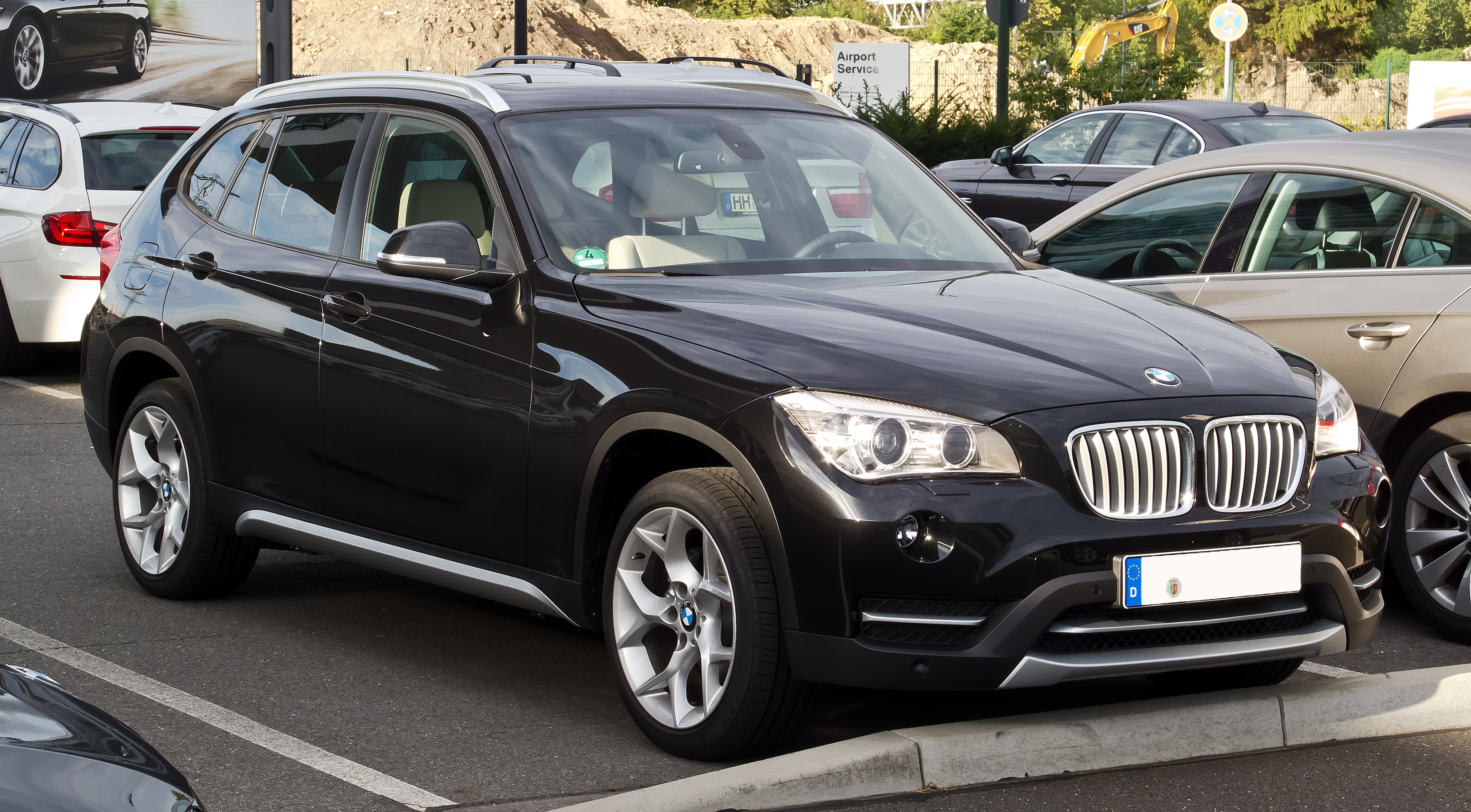
BMW X1 (2012–2014)
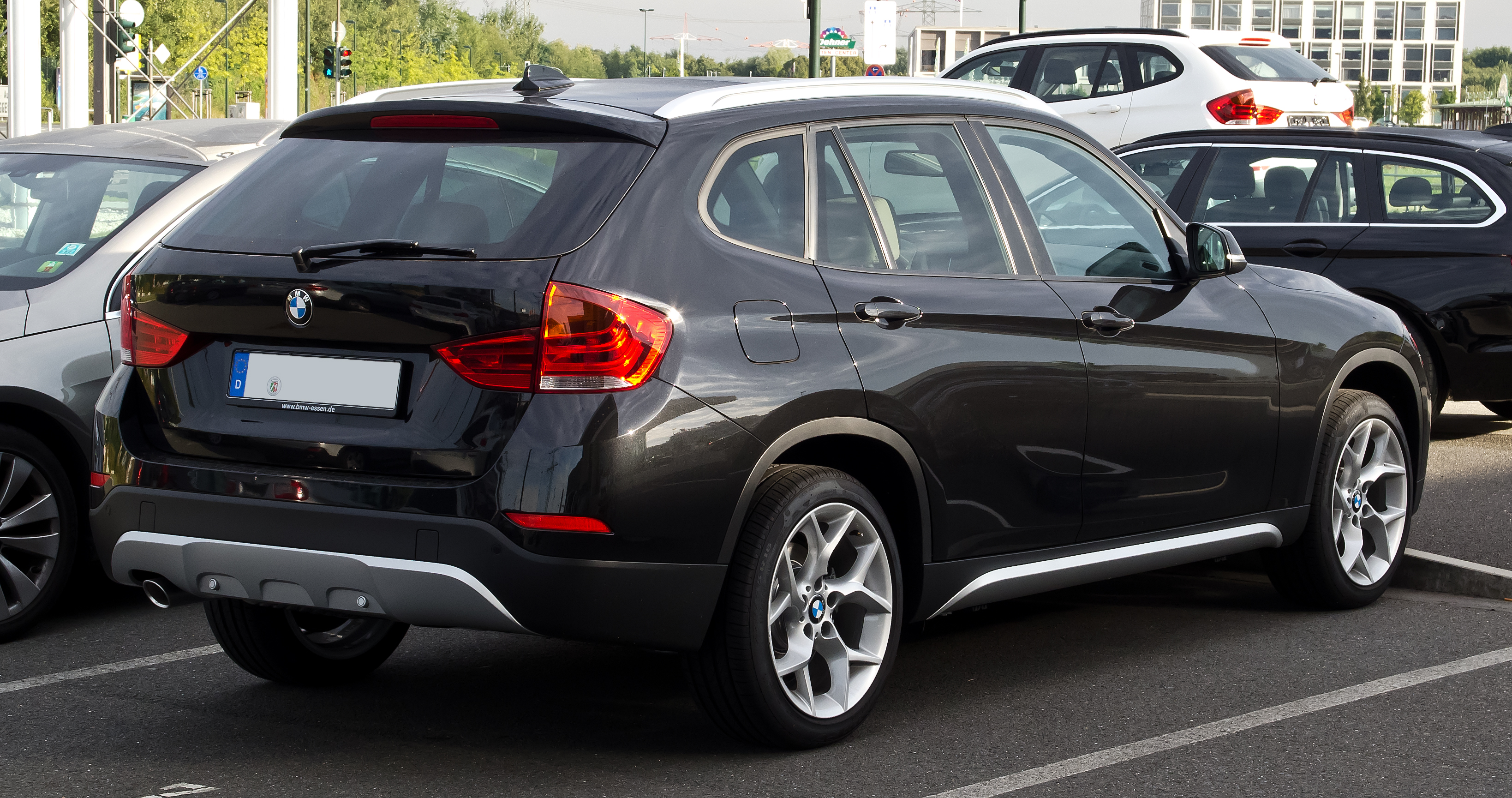
Heckansicht
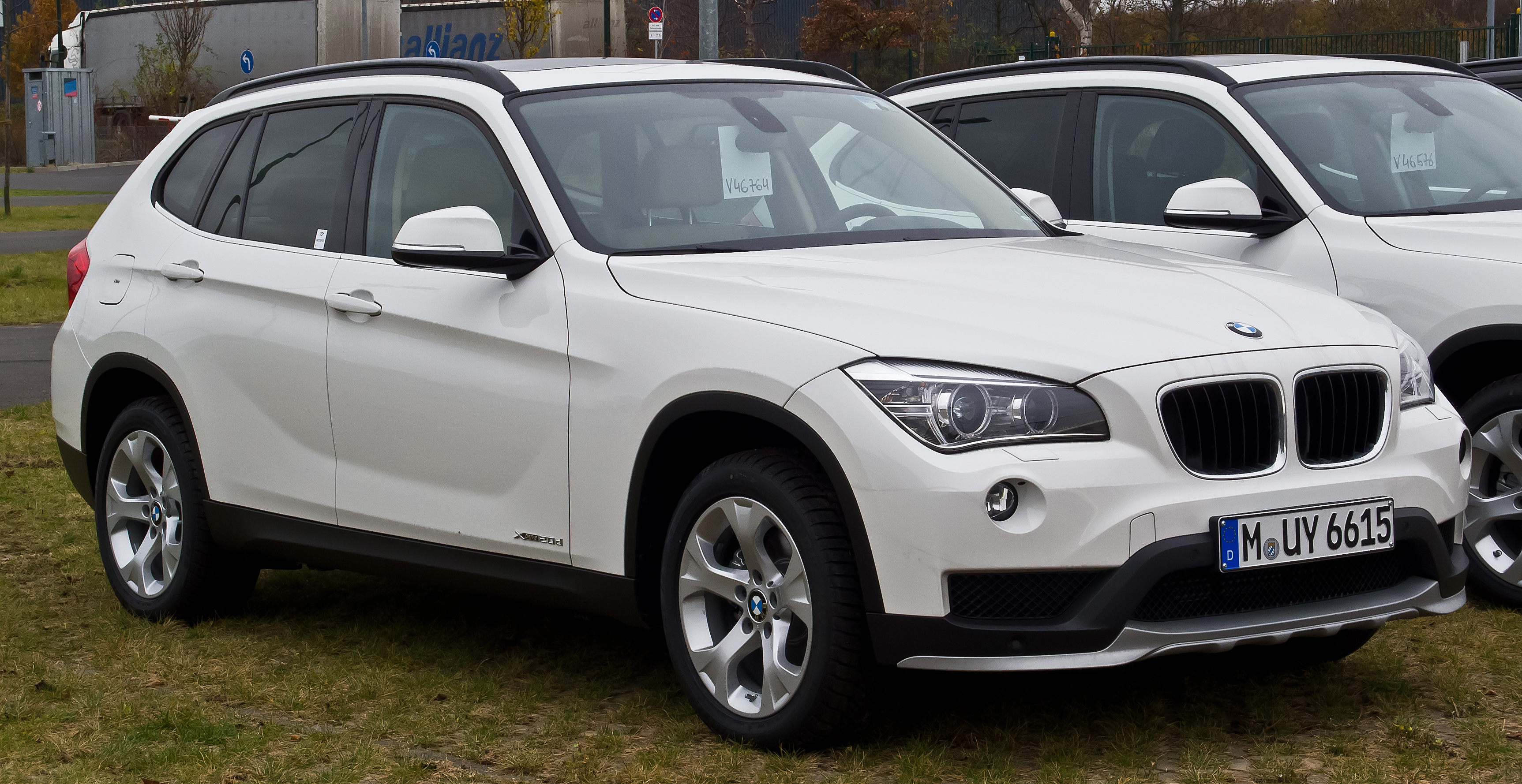
BMW X1 xDrive20d (seit 2014)
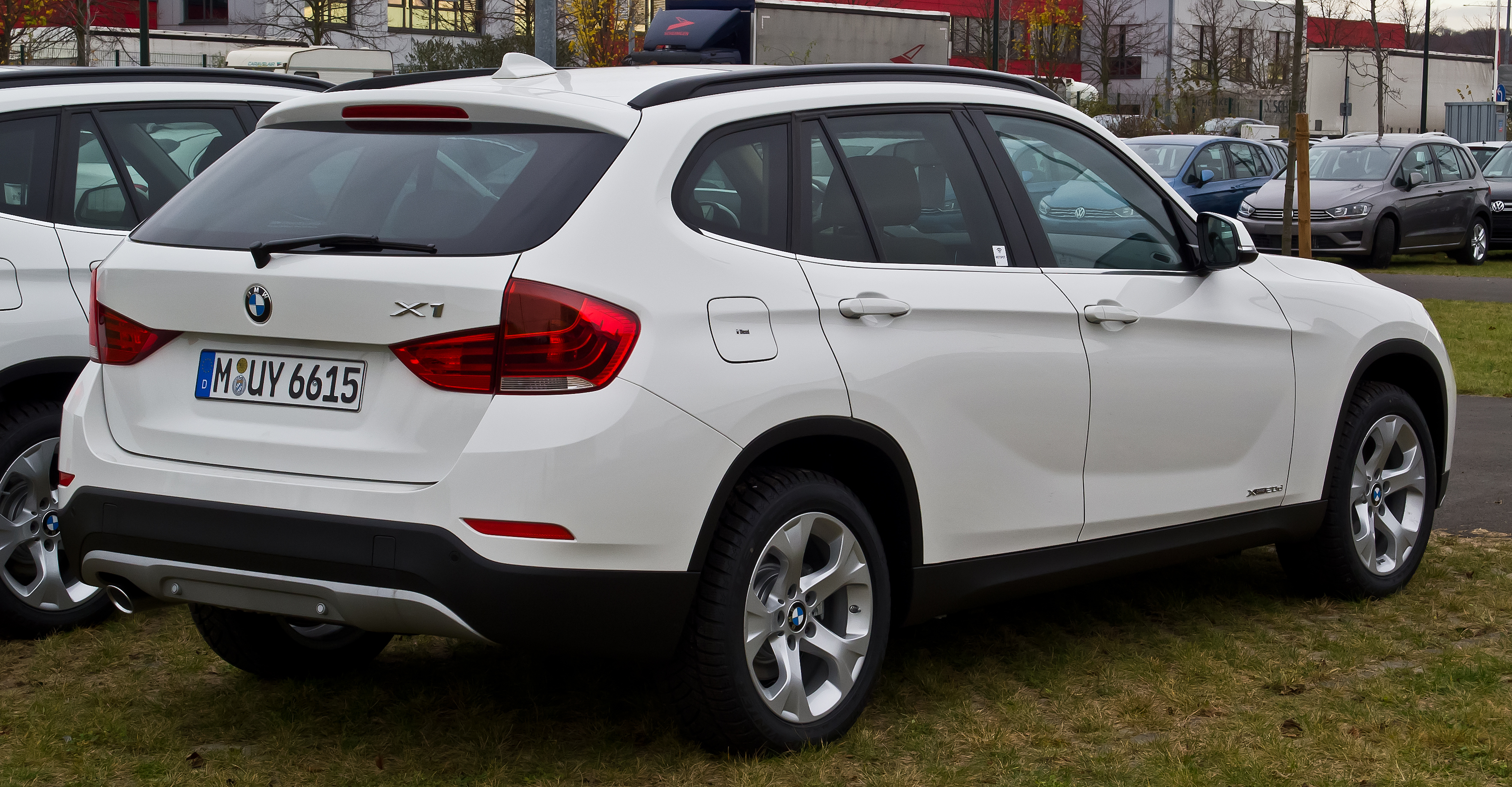
Heckansicht
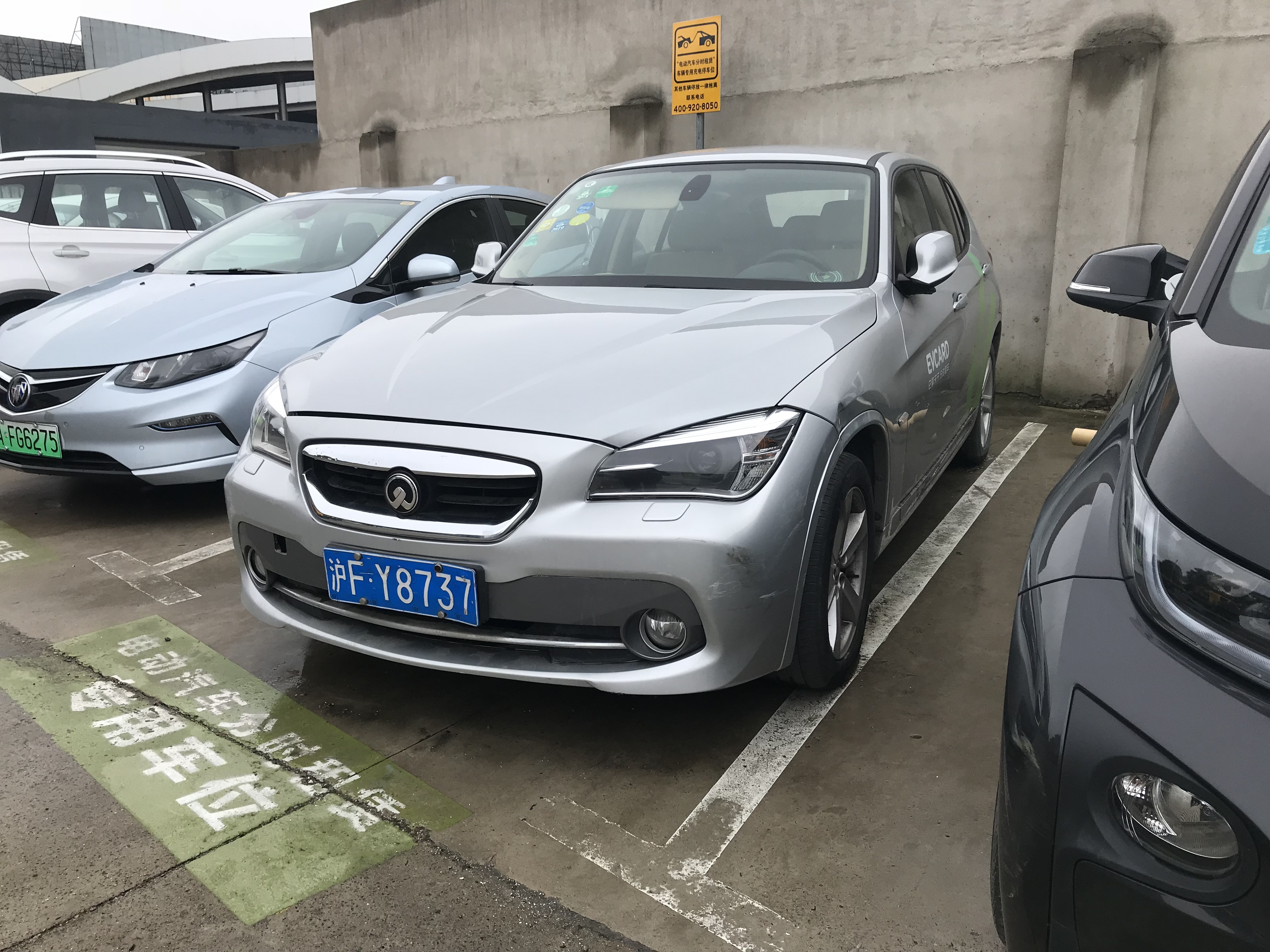
Auf dem E84 basierender Zinoro 1E für China
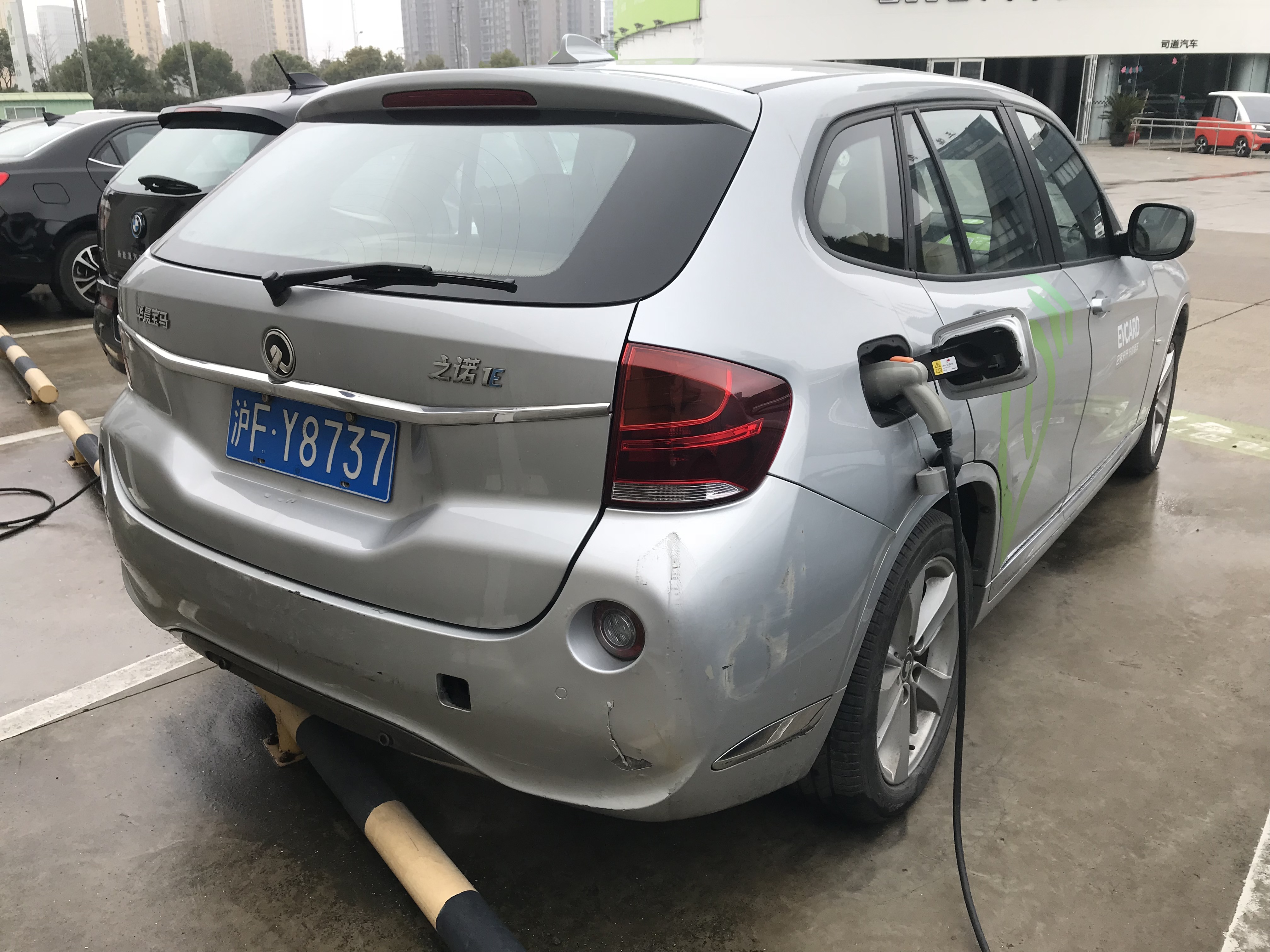
Heckansicht

### Sicherheit
Neben Antiblockiersystem (ABS) einschließlich Bremsassistent und Cornering Brake Control (CBC) sind Gurtstraffer und Gurtkraftbegrenzer, sowie ein elektronisches Stabilitätsprogramm mit Antriebsschlupfregelung (bei BMW Dynamische Stabilitäts-Control, DSC bzw. Dynamische Traktions-Control, DTC genannt) vorhanden. Ferner existieren sechs Airbags (Fahrer/Beifahrer, Seitenairbags und durchgehende Kopfairbags).
Beim Euro-NCAP-Crashtest 2011 erhielt der Wagen bei der Gesamtbeurteilung fünf von fünf Sternen. Die Insassensicherheit wurde dabei mit 31 Punkten (87 Prozent), die Kindersicherheit mit 42 Punkten (86 Prozent) und die Fußgängersicherheit wurde mit 23 Punkten (64 Prozent) bewertet. Gegenüber dem im Jahr 2009 durchgeführten NCAP-Test wurde diesmal in einer zusätzlichen Kategorie noch 5 Punkte (71 Prozent) für die aktiven und integrierten Sicherheits- und Assistenzsysteme (Safety Assist) vergeben.
Kindersitze lassen sich an der Rückbank nur auf den Außensitzen sicher befestigen. Dort sind auch Isofix-Halterungen vorhanden. Auf dem Beifahrersitz lässt sich nur dann ein Kindersitz befestigen, wenn das Fahrzeug mit der aufpreispflichtigen Beifahrerairbag-Deaktivierung ausgestattet ist.

## Motoren
Die Modelle werden nach Hubraum und Motortyp unterschieden. Die Zahl (16, 18, 20, 23, 25, 28) bezeichnet bei diesem Modell nicht die ungefähre Hubraumgröße in Litern, sondern erhöht sich analog zu der Motorleistung und den ansteigenden Verkaufspreisen der Modelle. Der Buchstabe steht für den Motortyp („i“ für Ottomotor, „d“ für Dieselmotor).

### Ottomotoren
| BMW X1                                                           | sDrive18i                | xDrive20i                  | sDrive20i                  | xDrive25i                 | xDrive28i                 | xDrive28i                  | xDrive35i (1)               |        |
| ---------------------------------------------------------------- | ------------------------ | -------------------------- | -------------------------- | ------------------------- | ------------------------- | -------------------------- | --------------------------- | ------ |
| Bauzeit                                                          | seit 03/2010             | seit 09/2011               | seit 09/2011               | 03/2010–03/2011           | 09/2009–03/2011           | seit 03/2011               | seit 2013                   |        |
| Motorart                                                         | Ottomotor                | Ottomotor                  | Ottomotor                  | Ottomotor                 | Ottomotor                 | Ottomotor                  | Ottomotor                   |        |
| Motorbauart                                                      | Vierzylinder-Reihenmotor | Vierzylinder-Reihenmotor   | Vierzylinder-Reihenmotor   | Sechszylinder-Reihenmotor | Sechszylinder-Reihenmotor | Vierzylinder-Reihenmotor   | Sechszylinder-Reihenmotor   |        |
| Gemischaufbereitung                                              | Saugrohreinspritzung     | Direkteinspritzung         | Direkteinspritzung         | Saugrohreinspritzung      | Saugrohreinspritzung      | Direkteinspritzung         | Direkteinspritzung          |        |
| Motoraufladung                                                   | –                        | Abgasturbolader            | Abgasturbolader            | –                         | –                         | Abgasturbolader            | Abgasturbolader             |        |
| variable Ventilsteuerung                                         | Valvetronic              | Valvetronic                | Valvetronic                | Valvetronic               | Valvetronic               | Valvetronic                | Valvetronic                 |        |
| Hubraum                                                          | 1995 cm³                 | 1997 cm³                   | 1997 cm³                   | 2996 cm³                  | 2996 cm³                  | 1997 cm³                   | 2979 cm³                    |        |
| Motorcode                                                        | N46B20                   | N20B20                     | N20B20                     | N52B30                    | N52B30                    | N20B20                     | N55B30                      |        |
| max. Leistung bei 1/min                                          | 110 kW (150 PS)/ 6400    | 135 kW (184 PS)/ 5000–6250 | 135 kW (184 PS)/ 5000–6250 | 160 kW (218 PS)/ 6100     | 190 kW (258 PS)/ 6600     | 180 kW (245 PS)/ 5000–6500 | 225 kW (306 PS)/ 5800       |        |
| Drehmoment bei 1/min                                             | 200 Nm/ 3600             | 270 Nm/ 1250–4500          | 270 Nm/ 1250–4500          | 277 Nm/ 2500              | 310 Nm/ 2600–3000         | 350 Nm/ 1250–4800          | 400 Nm/ 1300–5000           |        |
| Getriebe, serienmäßig                                            | 6-Gang-Schaltgetriebe    | 6-Gang-Schaltgetriebe      | 6-Gang-Schaltgetriebe      | 6-Gang-Automatik          | 6-Gang-Automatik          | 6-Gang-Schaltgetriebe      | 6-Gang-Steptronic-Automatik |        |
| Getriebe, optional                                               | 6-Gang-Automatik         | 8-Gang-Automatik           | 8-Gang-Automatik           | –                         | –                         | 8-Gang-Automatik           | –                           |        |
| Antrieb                                                          | Hinterrad                | Allrad                     | Hinterrad                  | Allrad                    | Allrad                    | Allrad                     | Allrad                      |        |
| Beschleunigung, 0–100 km/h                                       | 9,7 s                    | 7,8 s [7,9 s]              | 7,4 s [7,7 s]              | 7,9 s                     | 6,8 s                     | 6,1 s [6,5 s]              | 5,6 s                       |        |
| Höchstgeschwindigkeit                                            | 202 km/h / [200 km/h]    | 215 km/h                   | 220 km/h                   | 223 km/h                  | 230 km/h                  | 240 km/h                   | 250 km/h (2)                |        |
| Kraftstoffverbrauch (nach EWG-Richtlinie, kombiniert auf 100 km) | 8,2 l/ [8,4 l]           | 7,7 l/ [7,6 l]             | 7,1 l                      | 9,3 l                     | 9,4 l                     | 7,9 l                      | 9,6 l                       |        |
| CO2-Emission (g/km) kombiniert                                   | 191/[195]                | 179/[177]                  | 165                        | 217                       | 219                       | 184                        | 223                         |        |
| Abgasnorm nach EU-Klassifikation                                 | Euro 5                   | Euro 5                     | Euro 5                     | Euro 5                    | Euro 5                    | Euro 5                     | Euro 5                      | Euro 5 |

Die Werte in Klammern [ ] gelten für das Automatikgetriebe.

### Dieselmotoren
| BMW X1                                                           | sDrive16d                                             | xDrive18d                                             | sDrive18d                                             | xDrive20d                                             | sDrive20d                                             | xDrive20d                                             | sDrive20d                                             | sDrive20d Efficient Dynamics Edition                  | xDrive23d                                             | xDrive 25d                                            |
| ---------------------------------------------------------------- | ----------------------------------------------------- | ----------------------------------------------------- | ----------------------------------------------------- | ----------------------------------------------------- | ----------------------------------------------------- | ----------------------------------------------------- | ----------------------------------------------------- | ----------------------------------------------------- | ----------------------------------------------------- | ----------------------------------------------------- |
| Bauzeit                                                          | seit 07/2012                                          | 01/2010 – 05/2015                                     | 01/2010 – 05/2015                                     | 09/2009 – 06/2012                                     | 09/2009 – 06/2012                                     | seit 07/2012                                          | seit 07/2012                                          | seit 09/2011                                          | 09/2009 – 06/2012                                     | 07/2012 – 05/2015                                     |
| Motorart                                                         | Dieselmotor                                           | Dieselmotor                                           | Dieselmotor                                           | Dieselmotor                                           | Dieselmotor                                           | Dieselmotor                                           | Dieselmotor                                           | Dieselmotor                                           | Dieselmotor                                           | Dieselmotor                                           |
| Motorbauart                                                      | Vierzylinder-Reihenmotor                              | Vierzylinder-Reihenmotor                              | Vierzylinder-Reihenmotor                              | Vierzylinder-Reihenmotor                              | Vierzylinder-Reihenmotor                              | Vierzylinder-Reihenmotor                              | Vierzylinder-Reihenmotor                              | Vierzylinder-Reihenmotor                              | Vierzylinder-Reihenmotor                              | Vierzylinder-Reihenmotor                              |
| Gemischaufbereitung                                              | Common-Rail-Direkteinspritzung der dritten Generation | Common-Rail-Direkteinspritzung der dritten Generation | Common-Rail-Direkteinspritzung der dritten Generation | Common-Rail-Direkteinspritzung der dritten Generation | Common-Rail-Direkteinspritzung der dritten Generation | Common-Rail-Direkteinspritzung der dritten Generation | Common-Rail-Direkteinspritzung der dritten Generation | Common-Rail-Direkteinspritzung der dritten Generation | Common-Rail-Direkteinspritzung der dritten Generation | Common-Rail-Direkteinspritzung der dritten Generation |
| Motoraufladung                                                   | Abgasturbolader mit variabler Turbinengeometrie       | Abgasturbolader mit variabler Turbinengeometrie       | Abgasturbolader mit variabler Turbinengeometrie       | Abgasturbolader mit variabler Turbinengeometrie       | Abgasturbolader mit variabler Turbinengeometrie       | Abgasturbolader mit variabler Turbinengeometrie       | Abgasturbolader mit variabler Turbinengeometrie       | Abgasturbolader mit variabler Turbinengeometrie       | Bi-Abgasturbolader mit variabler Turbinengeometrie    | Bi-Abgasturbolader mit variabler Turbinengeometrie    |
| Hubraum                                                          | 1995 cm³                                              | 1995 cm³                                              | 1995 cm³                                              | 1995 cm³                                              | 1995 cm³                                              | 1995 cm³                                              | 1995 cm³                                              | 1995 cm³                                              | 1995 cm³                                              | 1995 cm³                                              |
| Motorcode                                                        | N47D20                                                | N47D20                                                | N47D20                                                | N47D20                                                | N47D20                                                | N47D20                                                | N47D20                                                | N47D20                                                | N47D20                                                | N47D20                                                |
| max. Leistung bei 1/min                                          | 85 kW (116 PS)/ 4000                                  | 105 kW (143 PS)/ 4000                                 | 105 kW (143 PS)/ 4000                                 | 130 kW (177 PS)/ 4000                                 | 130 kW (177 PS)/ 4000                                 | 135 kW (184 PS)/ 4000                                 | 135 kW (184 PS)/ 4000                                 | 120 kW (163 PS)/ 3250–4200                            | 150 kW (204 PS)/ 4400                                 | 160 kW (218 PS)/ 4000                                 |
| Drehmoment bei 1/min                                             | 260 Nm/ 1750–3000                                     | 320 Nm/ 1750–2500                                     | 320 Nm/ 1750–2500                                     | 350 Nm/ 1750–3000                                     | 350 Nm/ 1750–3000                                     | 380 Nm/ 1750–2750                                     | 380 Nm/ 1750–2750                                     | 380 Nm/ 1750–2500                                     | 400 Nm/ 2000–2250                                     | 450 Nm/ 1500–2500                                     |
| Getriebe, serienmäßig                                            | 6-Gang-Schaltgetriebe                                 | 6-Gang-Schaltgetriebe                                 | 6-Gang-Schaltgetriebe                                 | 6-Gang-Schaltgetriebe                                 | 6-Gang-Schaltgetriebe                                 | 6-Gang-Schaltgetriebe                                 | 6-Gang-Schaltgetriebe                                 | 6-Gang-Schaltgetriebe                                 | 6-Gang-Schaltgetriebe                                 | 6-Gang-Schaltgetriebe                                 |
| Getriebe, optional                                               | –                                                     | 6-Gang-Automatik                                      | 6-Gang-Automatik                                      | 6-Gang-Automatik                                      | 6-Gang-Automatik                                      | 8-Gang-Automatik                                      | 8-Gang-Automatik                                      | –                                                     | 6-Gang-Automatik                                      | 8-Gang-Automatik                                      |
| Antrieb                                                          | Hinterrad                                             | Allrad                                                | Hinterrad                                             | Allrad                                                | Hinterrad                                             | Allrad                                                | Hinterrad                                             | Hinterrad                                             | Allrad                                                | Allrad                                                |
| Beschleunigung, 0–100 km/h                                       | 11,5 s                                                | 10,1 s [10,3 s]                                       | 9,6 s [9,9 s]                                         | 8,4 s [8,6 s]                                         | 8,1 s [8,3 s]                                         | 8,1 s                                                 | 7,8 s [7,9 s]                                         | 8,3 s                                                 | 7,3 s                                                 | 6,8 s                                                 |
| Höchstgeschwindigkeit                                            | 190 km/h                                              | 195 km/h / [195 km/h]                                 | 200 km/h / [200 km/h]                                 | 213 km/h / [213 km/h]                                 | 218 km/h / [218 km/h]                                 | 215 km/h / [213 km/h]                                 | 220 km/h / [218 km/h]                                 | 215 km/h                                              | 223 km/h                                              | 230 km/h / [228 km/h]                                 |
| Kraftstoffverbrauch (nach EWG-Richtlinie, kombiniert auf 100 km) | 4,9 l                                                 | 5,7 l / [6,2 l]                                       | 5,2 l / [5,9 l]                                       | 5,8 l / [6,2 l]                                       | 5,3 l / [5,9 l]                                       | 5,5 l / [5,4 l]                                       | 4,9 l / [5,0 l]                                       | 4,5 l                                                 | 6,0 l / [6,3 l]                                       | 5,9 l / [5,5 l]                                       |
| CO2-Emission (g/km) kombiniert                                   | 128                                                   | 150 / [164]                                           | 136 / [155]                                           | 153 / [164]                                           | 139 / [155]                                           | 145 / [143]                                           | 129 / [132]                                           | 119                                                   | 158 / [167]                                           | 154 / [145]                                           |
| Abgasnorm nach EU-Klassifikation                                 | Euro 5                                                | Euro 5                                                | Euro 5                                                | Euro 5                                                | Euro 5                                                | Euro 5                                                | Euro 5                                                | Euro 5                                                | Euro 5                                                | Euro 5                                                |

Die Werte in Klammern [ ] gelten für das Automatikgetriebe.

## Auszeichnungen
- Geländewagen des Jahres 2010, in der Wertungsklasse „Crossover“ bei der Leserwahl der Zeitschrift Off Road[14]
- red dot design award 2010, Kategorie Product Design[15]
- Design Trophy 2010, Kategorie SUV[16]
- Auto Bild Design Award 2010, Kategorie SUV, Vans und Allradler[17]